# Креши
Креши (фр. Créchy) насеље је и општина у централној Француској у региону Оверња, у департману Алије која припада префектури Виши.
По подацима из 2011. године у општини је живело 493 становника, а густина насељености је износила 42,46 становника/km². Општина се простире на површини од 11,61 km². Налази се на средњој надморској висини од 232 метара (максималној 344 m, а минималној 233 m).

## Демографија
| 1962. | 1968. | 1975. | 1982. | 1990. | 1999. | 2011. |
| ----- | ----- | ----- | ----- | ----- | ----- | ----- |
| 356   | 440   | 331   | 425   | 481   | 442   | 493   |

График промене броја становника у току последњих година